# Brachypterus troglodytes
Brachypterus troglodytes är en skalbaggsart som beskrevs av Murray 1864. Brachypterus troglodytes ingår i släktet Brachypterus och familjen kullerglansbaggar. Inga underarter finns listade i Catalogue of Life.